# ラテンフォルクローレをご一緒に
ラテンフォルクローレをご一緒に（ラテンフォルクローレをごいっしょに）は、かつて茨城放送（現在のLuckyFM茨城放送）で放送した音楽番組である。

## 概要
全国的にも珍しい、フォルクローレなどのラテンアメリカ音楽のみを取り上げる音楽番組であった。放送開始は1978年（昭和53年）4月2日で、同局を代表する長寿番組であり、2016年（平成28年）10月23日に放送2,000回を達成した。
制作は、フォルクローレの愛好家であり、放送開始時から一貫して司会も務めた飯田利夫がほぼ1人で担当した。
飯田の選んだ音源が彼の説明を交えつつ放送されるのが基本的なスタイルで、最新の楽曲や、季節のイベント、特定のラテンアメリカ国家の民族音楽や民謡、特定のラテン歌手・演奏家などのテーマを決めており、1か月間（3、4回）を通した統一テーマを決めて楽曲を放送する場合もあった。
毎月最終週のみ、リスナーからのリクエストに応える「リクエスト特集」となっていた。そのほかに国内で行われた演奏会の録音や、飯田がフォルクローレを通じての知り合いから提供された音源を放送することもあり、2007年3月18日の第1,500回では新潟中南米音楽同好会のメンバーが記念のゲストとして招かれ、ペペ・ハラミジョの「グリーン・アイズ」をBGMに、司会者とさまざまなエピソードを語り合う模様が放送された。また2023年1月1日からは、2018年以来3年ぶりに2022年10月・福島県川俣町で開催された、アマチュアラテンフォルクローレ愛好家による祭典「コスキン・エン・ハポン」に出場した茨城県関係のアマチュア演奏家と、各日第4部で行われたゲスト出場のプロの演奏家の公演を当時のライブ録音から11回シリーズで放送を行った。このため例外的に1月29日と2月26日に実施する予定だったリクエストコーナーは割愛されている。
番組のオープニングとエンディングに流れるテーマ曲はいずれもフォルクローレの定番ともいえる「花祭り」で（オープニングとエンディングとでアレンジが異なる）、こちらも放送開始時のものが最終回まで変わらず使用されていた。
2023年6月のカセットテープの音源特集の際、番組協賛者のとむとむ、サザコーヒーのインフォマーシャル（○○1分情報　各月1回）はカセットテープで録音しているとのコメントがあった。
開始当初の放送時間は55分、その後1983年7月31日放送分からは40分に変わり、放送終了時は35分であった。
放送時間帯については、2020年9月27日までは17:05 - 17:40、同年10月4日からは17:00 - 17:35となっていた。2005年4月10日の放送は、特別番組を放送する都合で11:15 - 11:50に放送された。なお、年数回はJリーグの茨城県に本拠地を置くクラブ（鹿島アントラーズ、水戸ホーリーホック）の主催試合、全国高等学校野球選手権茨城大会などが日曜日に行われる場合はその試合時間の関係で時間を繰り下げて放送することもあった。2022年1月22日は本来の全国都道府県対抗男子駅伝の開催が予定されていたため、その前枠で放送されていた『レバレジーズ presents MUSIC COUNTDOWN 10&10』が15:15開始も、時間短縮はせず17:15まで放送されたのにともない、その後の17:15 - 17:50に当番組の放送もスライドされている。
しかし、飯田の高齢化による体調不良により2023年8月以後は声が掠れた状態で出演し続けてきたが、2023年9月17日以降放送では更なる体調悪化にともない、代役を立てず5月14日以降の放送分をリクエストコーナーを含め再放送し続けてきたが、「病気により声帯を失い、リハビリを重ねて体調が戻っても声帯が戻らないため、継続して番組制作を続けることが難しくなった」として、2023年11月26日に放送された同年7月23日放送分の再放送を持って、延べ45年半（アナウンスでは46年）に渡る放送を終了することが同日の冒頭に公表され、X（Twitter）にも発表された。なお12月3日以後は、『鈴華ゆう子のJapanese Treasures』（本放送は金曜19時 - 19時30分）の再放送に充当させた  。